# TEX35
TEX35‏ (Protein TEX35) هوَ بروتين يُشَفر بواسطة جين TEX35 في الإنسان.